# ДОТ № 401/402 (КиУР)

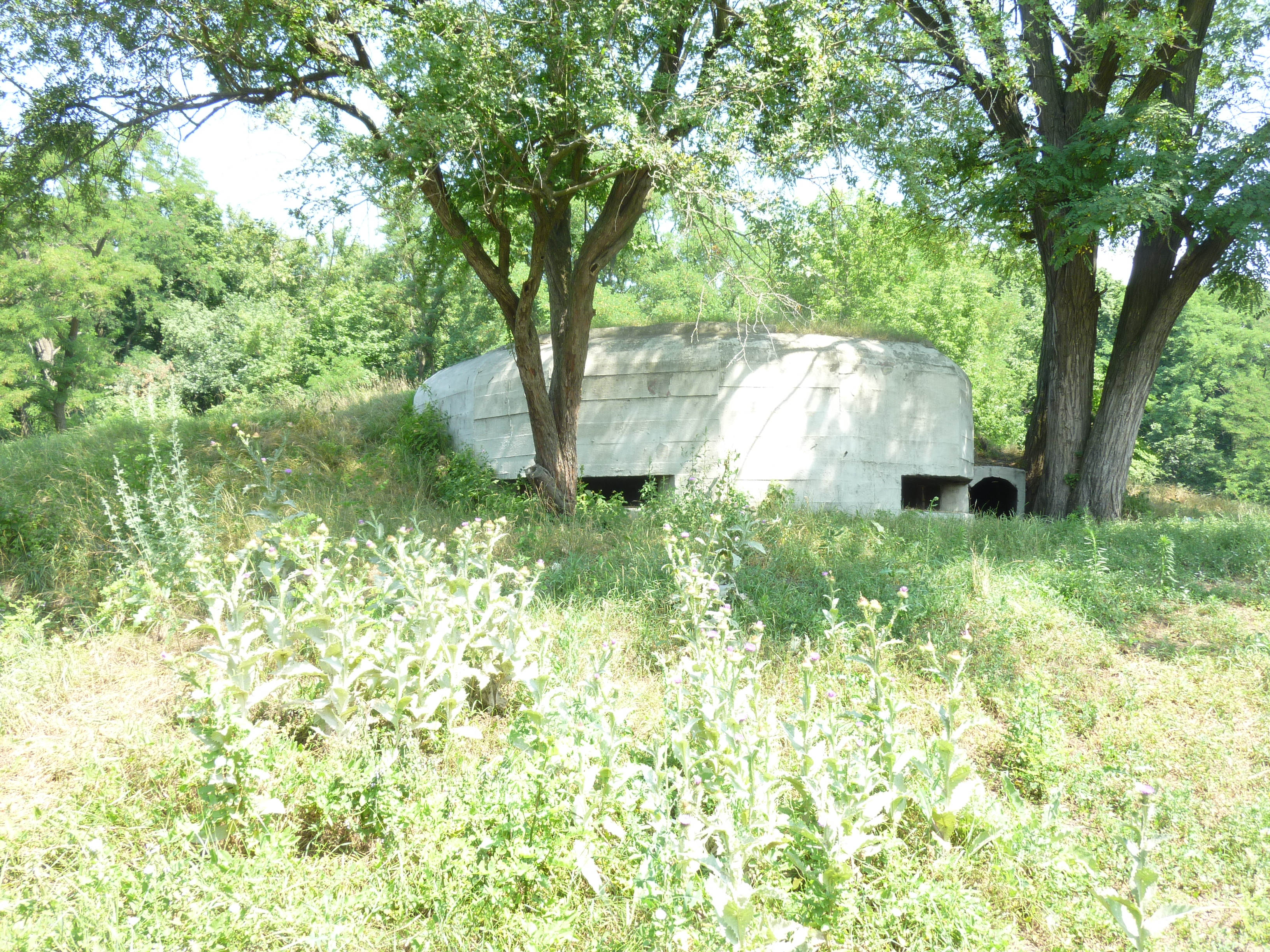
Вид 2-амбразурного ДОТ (из состава «минной группы» № 401/402

ДОТ № 401/402 — долговременная огневая точка, расположенная на северной окраине села Белогородка (Киевская область) и входившая в первую линию обороны Киевского укрепрайона.

## Конструкция

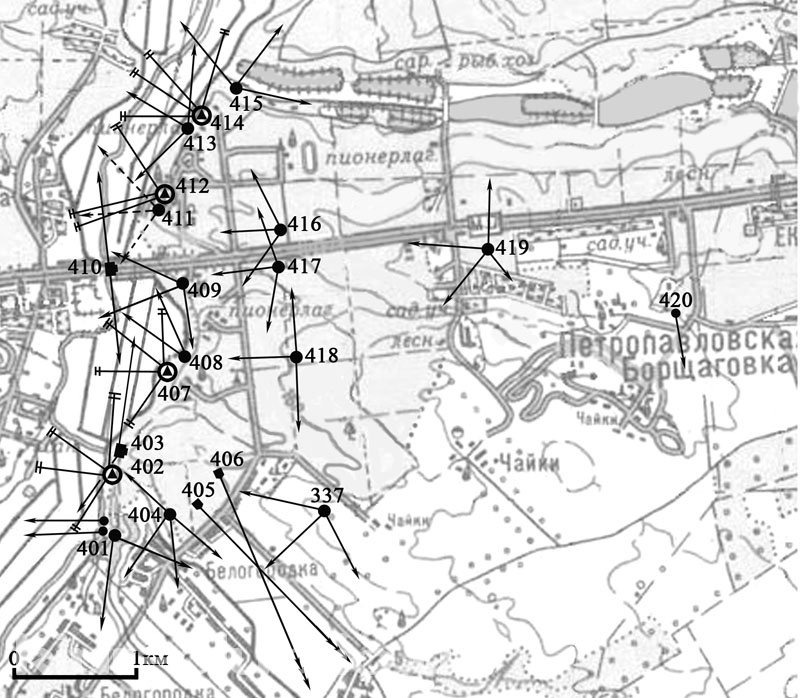
ДОТ № 401/402 в системе обороны 3-го БРО КиУР

ДОТ № 401/402 построен по индивидуальному проекту и относится к типу «мина» (также «минная группа» или «огневая группа»), одно из четырёх подобного типа в КиУР. Сооружение врезано в холм и состоит из двух 1-амбразурных пулемётных казематов у подножия на берегу реки Ирпень, одного 2-этажного 2-амбразурного пулемётного каземата в средней части холма и артиллерийского наблюдательного пункта (АСП) на вершине холма. Группа из трёх казематов имела номерное название ДОТ № 401, а АСП — ДОТ № 402. Казематы и наблюдательный пункт соединены сетью подземных потерн протяженностью около 360 метров. В этих потернах обустроены помещения для отдыха постоянного гарнизона (60 человек), склады провианта и боеприпасов, а также укрытия для подразделений полевого заполнения (так называемый переменный гарнизон, до 50 человек), которое должно было прикрывать сооружение на ближних дистанциях от действий вражеских штурмовых групп. Двухэтажный двухамбразурный ДОТ и АНП включали в себя специальное противохимическое убежище и поэтому относится к фортификационным сооружениям типа
 «Б». Их класс стойкости «М1», то есть они оба способны выдержать 1 попадание 203-мм гаубицы каждый. А вот одноамбразурные казематы не имеют противохимического убежища, их класс стойкости «М3», то есть они оба способны выдержать 1 попадание 122-мм гаубицы каждый.

## Служба
Фортификационное сооружение приняло участие в Отечественной войне и организационно входило в 3-й батальонный район обороны (БРО) КиУР, прикрывающего район Белогородка (Киевская область) — Житомирское шоссе. С началом войны ДОТ № 401/402, который находился непосредственно на переднем крае укрепрайона, усилили сетью стрелковых траншей, 2 ДЗОТ и 2 позициями для полевой или противотанковой артиллерии. Во время первого генерального штурма КиУР, который начали войска 29-го армейского корпуса вермахта 4 августа 1941 года, ДОТ находился на спокойном участке фронта.
Во время второго штурма КиУР, который начался 16 сентября 1941 года, «минная группа» также не имела боевого контакта с врагом. Днём 18 сентября войска 37-я армии Юго-Западного фронта получает приказ-разрешение на оставление города Киев и КиУР. Гарнизоны долговременных сооружений были одними из последних, кто уходил на левый берег реки Днепр. Среди них был и гарнизон ДОТ № 401/402. Во время отступления гарнизон не подорвал «мину». Но не исключено, что пулемёты и внутреннее оборудование было выведено из строя. Днём 19 сентября передовые части 71 пехотной дивизии заняли территорию 3-го БРО без боя, задерживая лишь красноармейцев-дезертиров и перебежчиков. Во время зачистки после 19 сентября немецкие сапёры ДОТ также не взорвали.
История ДОТ № 417, как и всего 3-го батальонного района обороны (БРО) КиУР, напоминает доктрину «Fleet in being» в действии. Многочисленная группа долговременных и полевых оборонительных сооружений с артиллерией удерживала немцев от полномасштабного штурма данного участка. С другой стороны это принуждало противника держать здесь неоправданно большое число войск, которые можно было бы задействовать более эффективно на других участках фронта. Ведь был риск, что советские войска, прикрываясь оборонительными сооружениями, могут перейти в сильную, подготовленную атаку.

## Настоящее время
ДОТ сохранился и имеет статус памятника истории, науки и техники местного значения (приказ Министерства культуры Украины от 03.02.2010 № 58/0/16-10 в редакции от 16.06.2011 № 453/0/16-11, охранный номер 513/32-Ко).

## Галерея

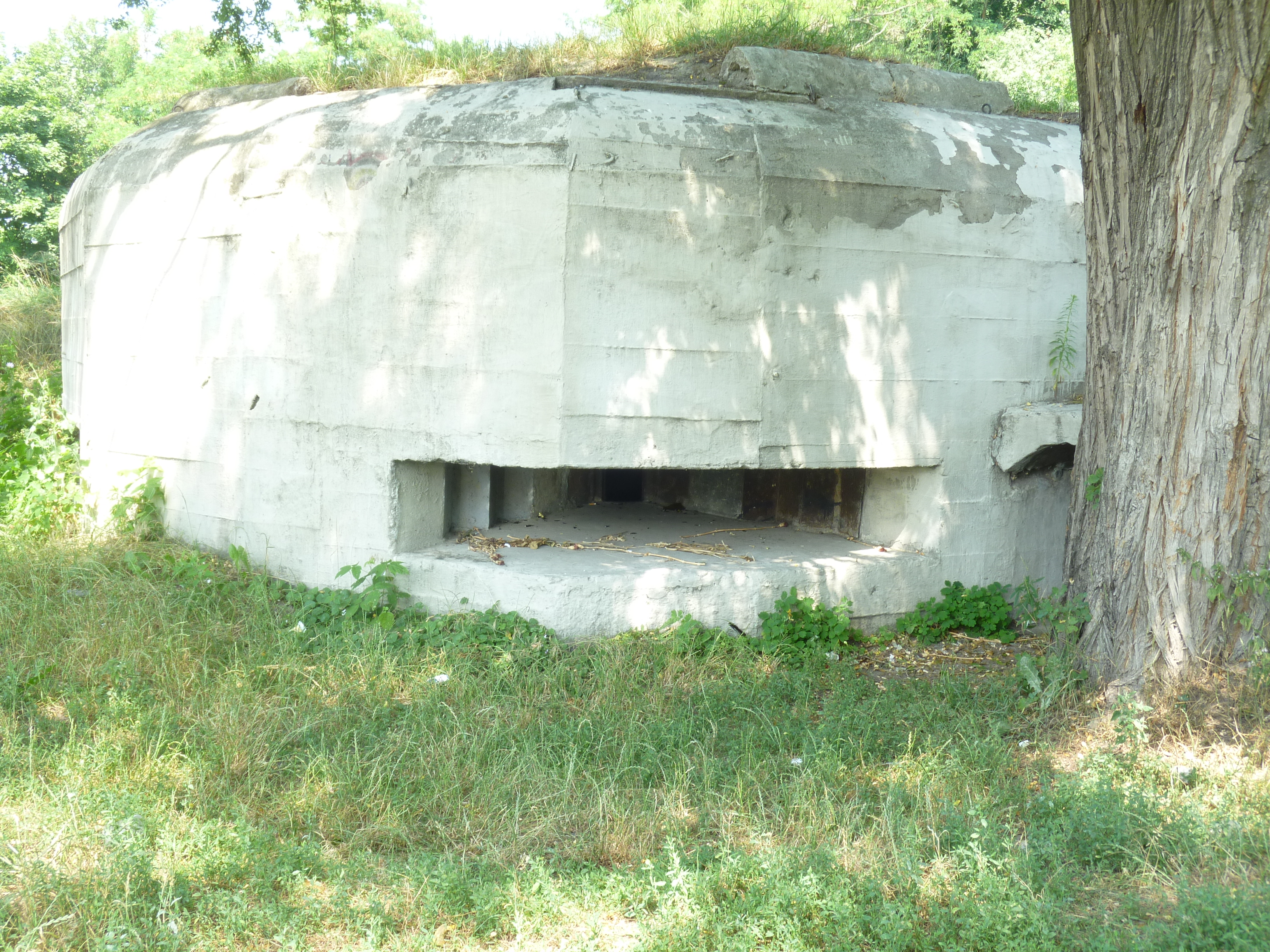
амбразура
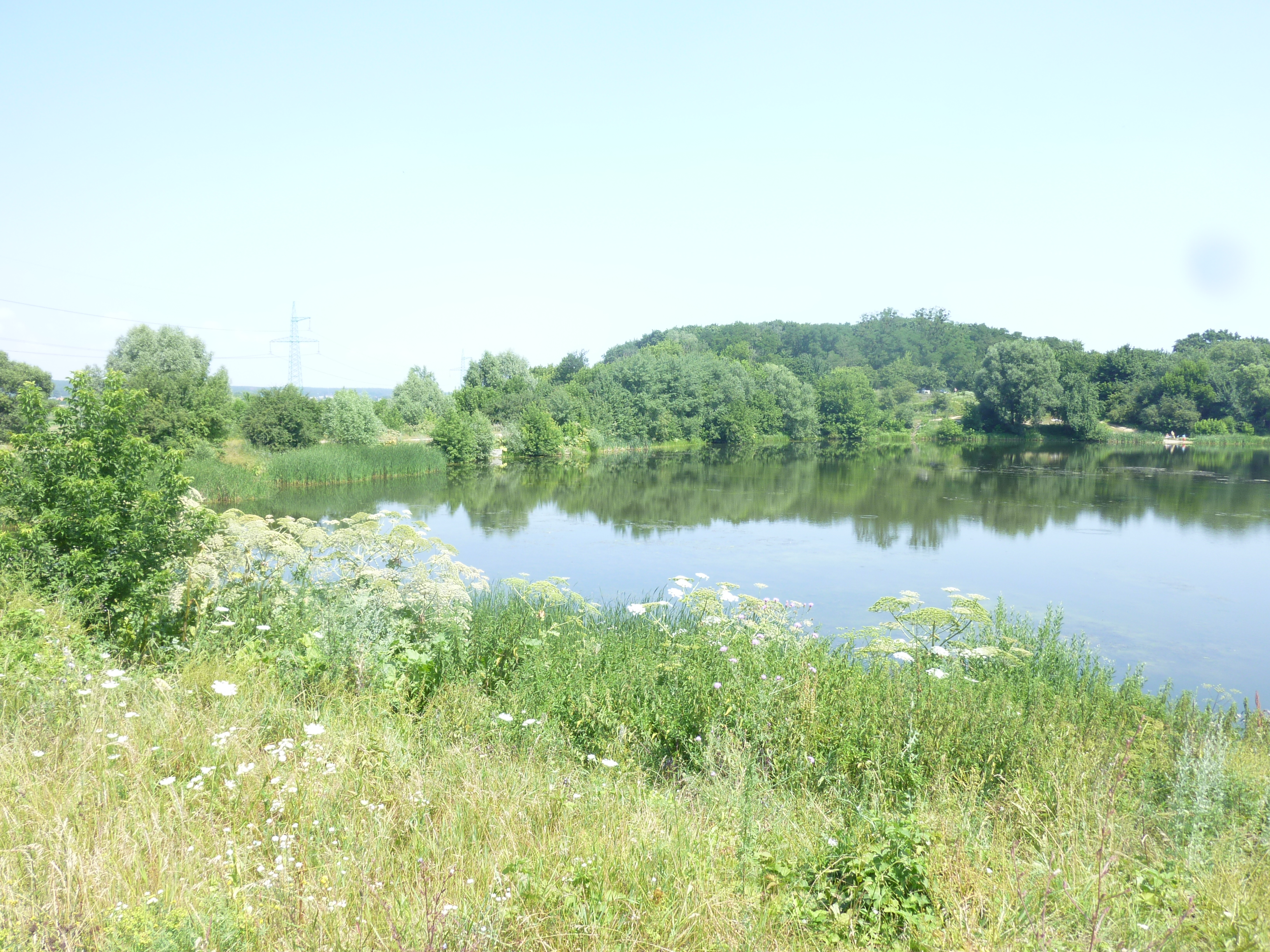
вид со стороны озера
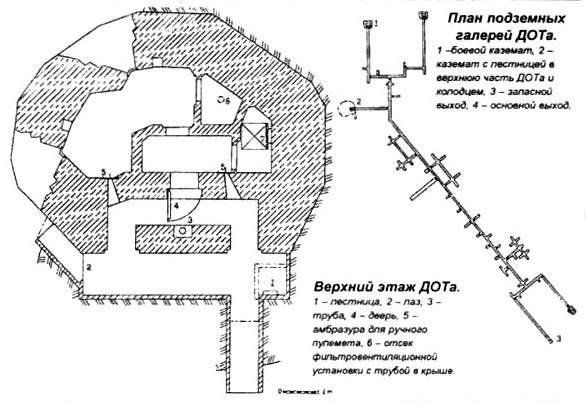
схема 2-амбразурного ДОТ (из состава ДОТ № 401)
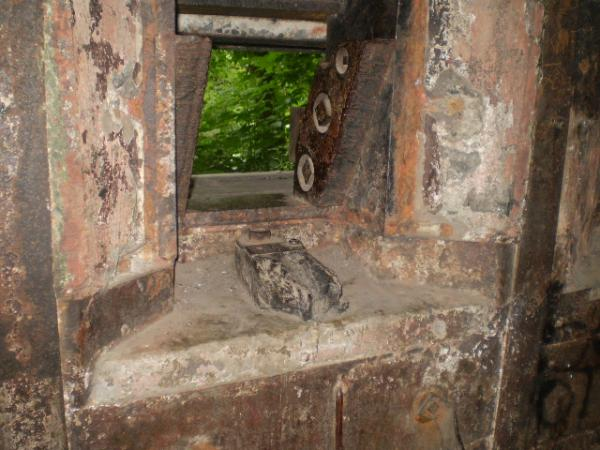
внутренний вид одного из казематов
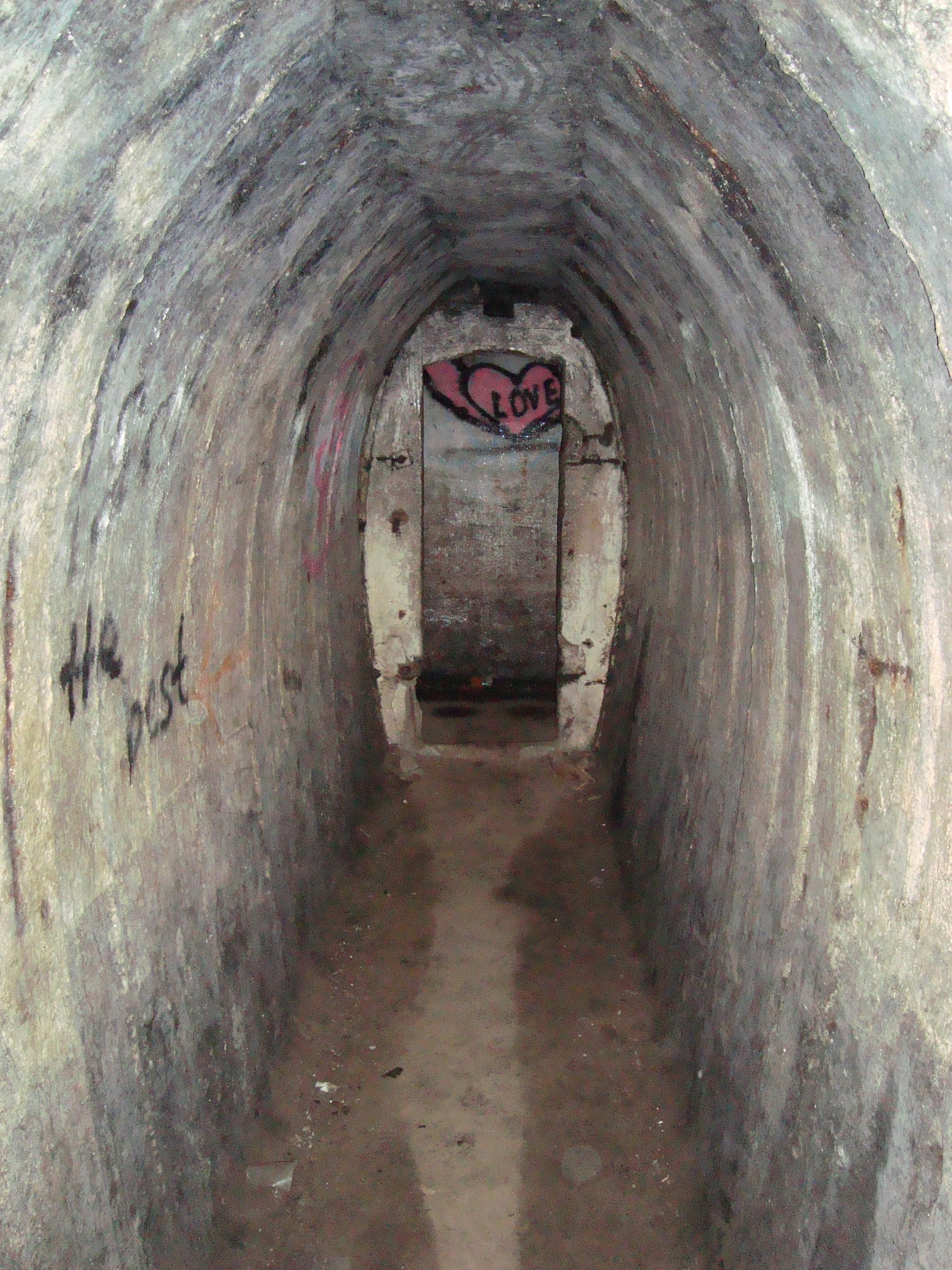
одна из потерн в нижней части сооружения